# Фарватер
Фарва́тер (нід. vaarwater — «водні шляхи») — 1) штучний або природний прохід для суден серед навігаційних небезпек, огороджений знаками навігаційного обладнання морських шляхів: буями, віхами, створами тощо; 2) безперервна смуга води певної глибини, не менше наперед заданої величини, що сполучає які-небудь водні простори, або взагалі найглибша смуга даного водного простору, однаково де — в річці, в затоці, протоці або на відкритому плесі. Очевидно, поняття про фарватер може стосуватися тільки прибережних вод, тобто до тих, де глибини можуть бути такі малі, що становлять небезпеку для мореплавання.
Фарватери завжди яким-небудь чином обставляються і позначаються знаками навігаційного обладнання морських шляхів: створами на березі, віхами і бакенами на воді. Глибина фарватеру на картах дається на малу воду або там, де є припливи, з позначкою, на який рівень.